# Péter Gulácsi
Péter Gulácsi (Boedapest, 6 mei 1990) is een Hongaars doelman in het betaald voetbal. Hij verruilde Red Bull Salzburg in juli 2015 voor RB Leipzig. Gulácsi debuteerde in 2014 in het Hongaars voetbalelftal.

## Clubcarrière

### Liverpool
Gulácsi brak in Hongarije door bij MTK Hungária. In 2007 werd hij voor één seizoen uitgeleend aan Liverpool. Bij de reserven won hij dat seizoen de treble. Op 1 september 2008 besloot Liverpool om Gulácsi over te nemen van MTK. Aangezien hij als vierde doelman moeilijk aan speelminuten zou raken in het eerste elftal werd hij meermaals uitgeleend. Tussen 2009 en 2012 werd hij verhuurd aan achtereenvolgens Hereford United, Tranmere Rovers en Hull City. Voor Liverpool zou hij nooit zijn debuut maken.

### Red Bull Salzburg
Gulácsi stapte in juli 2013 definitief over naar Red Bull Salzburg. Daar werd hij twee keer kampioen van Oostenrijk en speelde hij precies honderd wedstrijden voor de club.

### RB Leipzig
In de zomer van 2015 nam RB Leipzig Gulácsi over van zusterclub Red Bull Salzburg. RB Leipzig was op dat moment actief in de 2. Bundesliga van Duitsland en stond voor haar tweede jaar in de tweede competitie van Duitsland. Op 7 februari 2016 maakte hij zijn competitiedebuut voor de club en de rest van het seizoen zou hij vervolgens eerste keeper blijven. Met RB Leipzig eindigde hij dat seizoen als tweede, wat promotie naar de Bundesliga betekende.
Op 28 augustus maakte hij tegen TSG 1899 Hoffenheim zijn debuut in de Bundesliga. Als promovendus stond RB Leipzip in november een aantal wedstrijden eerste, maar uiteindelijk eindigde RB Leipzig in zijn debuutseizoen tweede achter kampioen Bayern München. Op 13 september 2017 stond Gulácsi in de basis tijdens de eerste Champions League-wedstrijd in het bestaan van de club tegen AS Monaco. Leipzig eindigde derde in de poule en ging vervolgens door in de Europa League, waar het de kwartfinale bereikte maar werd uitgeschakeld door Olympique Marseille. 
In zijn eerste zes seizoenen in de Bundesliga, miste Gulacsi telkens slechts één of twee competitiewedstrijden en streed Leipzig telkens mee om de bovenste plekken. Op 25 mei 2019 stond Gulácsi met Leipzig in de finale van de DFB-Pokal tegen Bayern München, dat met 0-3 won. In het seizoen 2019/20 bereikte Gulácsi de halve finale van de Champions League, door Tottenham Hotspur en Atlético Madrid uit te schakelen in de vorige rondes. Het werd van een finaleplek gehouden door Paris Saint-Germain, dat met 0-3 won. 
Gulácsi begon het seizoen 2020/21 als aanvoerder van RB Leipzig, bij afwezigheid van vaste captain Marcel Sabitzer. Op 13 mei 2021 verloor Gulacsi zijn tweede bekerfinale, ditmaal van Borussia Dortmund. Ook eindigde hij voor de tweede keer tweede in de Bundesliga achter Bayern. Het volgende seizoen werd Gulácsi de nieuwe aanvoerder van Leipzig. Ook bereikte hij voor de derde keer de finale van de DFB-Pokal. Driemaal is scheeprecht, want ditmaal werd SC Freiburg op strafschoppen verslagen. 
Op 5 oktober 2022 viel Gulácsi in de Champions League-wedstrijd tegen Celtic uit met gescheurde hamstring, waardoor hij de rest van het seizoen moest missen. Op 27 september 2023 maakte hij na elf maanden blessureleed in de DFB-Pokal tegen Wehen Wiesbaden zijn rentree. Maar in de Bundesliga en Champions League bleef een rentree lange tijd uit, omdat hij inmiddels tweede keus was achter Janis Blaswich. Vanaf februari 2024 had Gulácsi zijn basisplaats weer terug.

## Clubstatistieken
| Seizoen | Club              | Competitie     | Competitie | Competitie | Beker | Beker | Internationaal | Internationaal | Totaal | Totaal |
| Seizoen | Club              | Competitie     | Wed.       | Dlp.       | Wed.  | Dlp.  | Wed.           | Dlp.           | Wed.   | Dlp.   |
| ------- | ----------------- | -------------- | ---------- | ---------- | ----- | ----- | -------------- | -------------- | ------ | ------ |
| 2008/09 | Liverpool         | Premier League | 0          | 0          | 0     | 0     | —              | —              | 0      | 0      |
| 2008/09 | → Hereford United | League One     | 18         | 0          | 0     | 0     | —              | —              | 18     | 0      |
| 2009/10 | → Tranmere Rovers | League One     | 5          | 0          | 0     | 0     | —              | —              | 5      | 0      |
| 2010/11 | → Tranmere Rovers | League One     | 12         | 0          | 2     | 0     | —              | —              | 14     | 0      |
| 2011/12 | → Hull City       | Championship   | 15         | 0          | 0     | 0     | —              | —              | 15     | 0      |
| 2012/13 | Liverpool         | Premier League | 0          | 0          | 0     | 0     | —              | —              | 0      | 0      |
| 2013/14 | Red Bull Salzburg | Bundesliga     | 31         | 0          | 5     | 0     | 14             | 0              | 50     | 0      |
| 2014/15 | Red Bull Salzburg | Bundesliga     | 34         | 0          | 5     | 0     | 11             | 0              | 50     | 0      |
| 2015/16 | RB Leipzig        | 2. Bundesliga  | 14         | 0          | 1     | 0     | —              | —              | 15     | 0      |
| 2016/17 | RB Leipzig        | Bundesliga     | 33         | 0          | 1     | 0     | —              | —              | 34     | 0      |
| 2017/18 | RB Leipzig        | Bundesliga     | 33         | 0          | 2     | 0     | 12             | 0              | 47     | 0      |
| 2018/19 | RB Leipzig        | Bundesliga     | 33         | 0          | 6     | 0     | 1              | 0              | 40     | 0      |
| 2019/20 | RB Leipzig        | Bundesliga     | 32         | 0          | 0     | 0     | 10             | 0              | 42     | 0      |
| 2020/21 | RB Leipzig        | Bundesliga     | 33         | 0          | 6     | 0     | 8              | 0              | 47     | 0      |
| 2021/22 | RB Leipzig        | Bundesliga     | 33         | 0          | 5     | 0     | 11             | 0              | 49     | 0      |
| 2022/23 | RB Leipzig        | Bundesliga     | 6          | 0          | 1     | 0     | 3              | 0              | 10     | 0      |
| 2023/24 | RB Leipzig        | Bundesliga     | 13         | 0          | 2     | 0     | 3              | 0              | 18     | 0      |
| 2024/25 | RB Leipzig        | Bundesliga     | 14         | 0          | 1     | 0     | 6              | 0              | 21     | 0      |
| TOTAAL  | TOTAAL            | TOTAAL         | 359        | 0          | 37    | 0     | 79             | 0              | 475    | 0      |

Bijgewerkt t/m 9 januari 2025.

## Interlandcarrière
Hij maakte in 2014 zijn debuut in het Hongaars voetbalelftal, waarmee hij in juni 2016 deelnam aan het Europees kampioenschap voetbal 2016 in Frankrijk. Hongarije werd in de achtste finale uitgeschakeld door België (0–4), nadat het in de groepsfase als winnaar boven IJsland en Portugal was geëindigd. Gulácsi werd op 14 mei 2024 door bondscoach Marco Rossi opgenomen in de Hongaarse selectie voor het EK 2024 in Duitsland. Hongarije werd in de groepsfase uitgeschakeld na nederlagen tegen Zwitserland (1–3) en Duitsland (2–0) en een overwinning tegen Schotland (0–1). Gulácsi kwam in iedere wedstrijd in actie.

## Erelijst
| Competitie        |                   |                   |                   |                   |
| Competitie        | Aantal            | Jaren             |                   |                   |
| Red Bull Salzburg | Red Bull Salzburg | Red Bull Salzburg | Red Bull Salzburg | Red Bull Salzburg |
| ----------------- | ----------------- | ----------------- | ----------------- | ----------------- |
| Bundesliga        | 2×                | 2013/14, 2014/15  |                   |                   |
| ÖFB-Cup           | 2×                | 2013/14, 2014/15  |                   |                   |
| RB Leipzig        |                   |                   |                   |                   |
| DFB-Pokal         | 1×                | 2021/22           |                   |                   |

1 Gulácsi ·
3 Geertruida ·
4 Orbán  ·
5 Bitshiabu ·
6 Elmas ·
7 Nusa ·
8 Haidara ·
9 Poulsen ·
10 Simons ·
11 Openda ·
13 Seiwald ·
14 Baumgartner ·
16 Klostermann ·
18 Vermeeren ·
19 Silva ·
20 Ouédraogo ·
22 Raum ·
23 Lukeba ·
24 Schlager ·
25 Zingerle ·
26 Vandevoordt ·
30 Šeško ·
31 Sakar ·
39 Henrichs ·
44 Kampl ·
47 Gebel ·
Coach: Rose
· Assistent-coach: Geideck
· Assistent-coach: Zickler
1 Király ·
2 Lang ·
3 Korhut ·
4 Kádár ·
5 Fiola ·
6 Elek ·
7 Dzsudzsák ·
8 Nagy ·
9 Szalai ·
10 Gera ·
11 Németh ·
12 Dibusz ·
13 Böde ·
14 Lovrencsics ·
15 Kleinheisler ·
16 Pintér ·
17 Nikolić ·
18 Stieber ·
19 Priskin ·
20 Guzmics ·
21 Bese ·
22 Gulácsi ·
23 Juhász ·
Coach: Bernd Storck
1 Gulácsi ·
2 Lang ·
3 Kecskés ·
4 Attila Szalai ·
5 Fiola ·
6 Orban ·
7 Nego ·
8 Nagy ·
9 Ádám Szalai  ·
10 Cseri ·
11 Holender ·
12 Dibusz ·
13 Schäfer ·
14 Lovrencsics ·
15 Kleinheisler ·
16 Gazdag ·
17 R. Varga ·
18 Sigér ·
19 K. Varga ·
20 Sallai ·
21 Botka ·
22 Bogdán ·
23 Nikolić ·
24 Schön ·
25 Hahn ·
26 Bolla ·
Coach: Rossi
1 Gulácsi ·
2 Lang ·
3 Balogh ·
4 Szalai ·
5 Fiola ·
6 Orbán ·
7 Négo ·
8 Á. Nagy ·
9 Ádám ·
10 Szoboszlai  ·
11 Kerkez ·
12 Dibusz ·
13 Schäfer ·
14 Bolla ·
15 Kleinheisler ·
16 Gazdag ·
17 Styles ·
18 Z. Nagy ·
19 Varga ·
20 Sallai ·
21 Botka ·
22 Szappanos ·
23 Csoboth ·
24 Dárdai ·
25 Horváth ·
26 Kata ·
Coach: Rossi